# 主寝坂道路

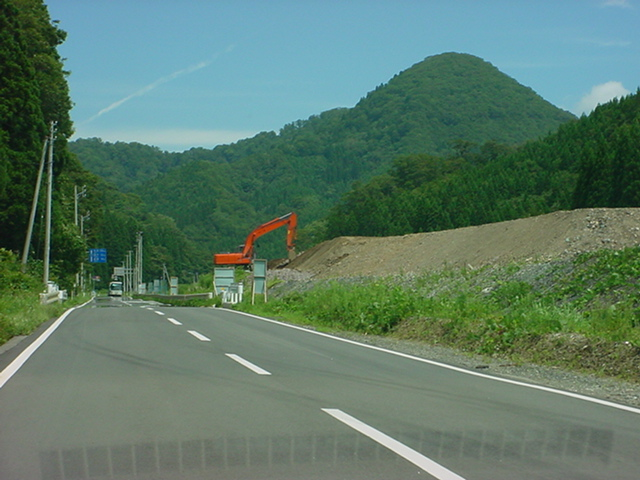
建設時の様子（2004年）

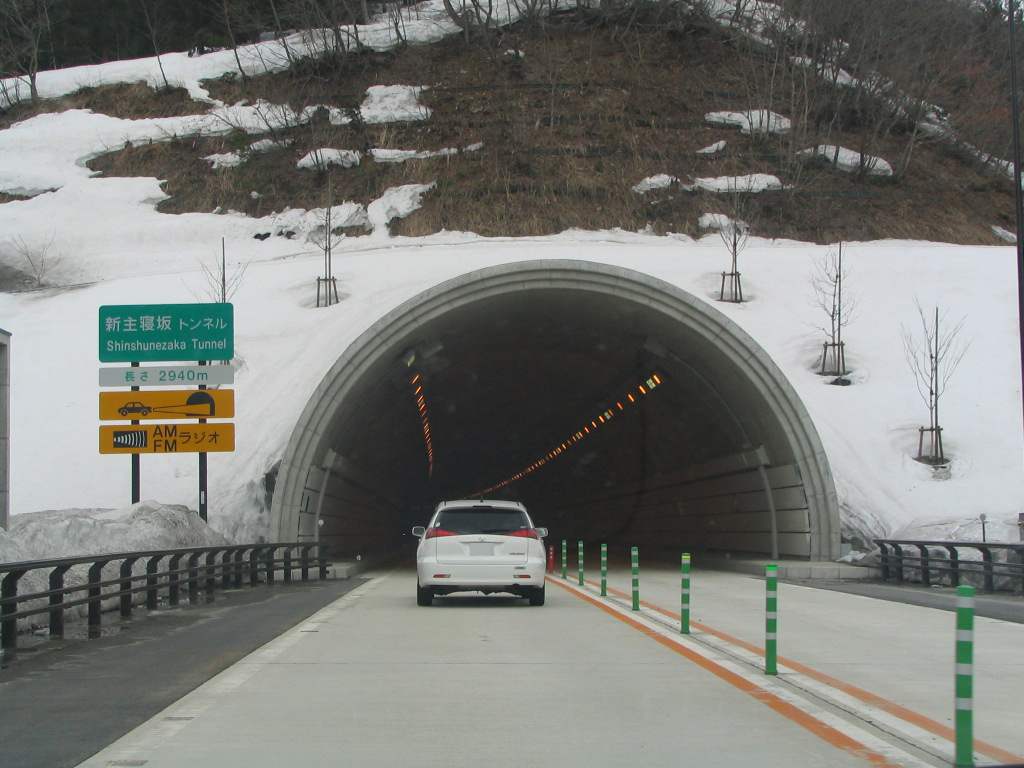
新主寝坂トンネル（2006年）

主寝坂道路（しゅねざかどうろ）は、山形県金山町飛ノ森から同県真室川町及位に至る延長9.9キロメートル (km) の高速道路（国道13号の自動車専用道路）である。
東北中央自動車道に並行する一般国道の自動車専用道路として整備された。
高速道路ナンバリングによる路線番号は「E13」が割り振られている。

## 概要
- 起点 : 山形県最上郡金山町飛ノ森
- 終点 : 山形県最上郡真室川町及位（のぞき）
- 全長 : 9.9 km
- 規格 : 第1種第3級
- 設計速度 : 80 km/h
- 道路幅員 : 暫定12.0 m（完成22.0 m）
- 車線幅員 : 3.5 m
- 車線数 : 暫定2車線（完成4車線）
- 最高速度 : 70 km/h

## インターチェンジなど
- 全区間山形県内に所在。
- IC番号欄の背景色が■である区間は既開通区間に存在する。
施設欄の背景色が■である区間は未開通区間または未供用施設に該当する。
未開通区間の名称は仮称である。

| 施設名                       | 接続路線名 | 相馬 から (km) | 備考           | 所在地 | 所在地   |
| ---------------------------- | ---------- | -------------- | -------------- | ------ | -------- |
| E13 金山道路（事業中）       |            |                |                |        |          |
| 金山北IC                     | 国道13号   | 210.5          | 暫定出入口     | 山形県 | 金山町   |
| 中田IC                       | 国道13号   | 215.4          | 横手方面出入口 | 山形県 | 金山町   |
| 及位IC                       | 国道13号   | 220.4          | 暫定出入口     | 山形県 | 真室川町 |
| E13 真室川雄勝道路（事業中） |            |                |                |        |          |

## 主なトンネルと橋梁
- 括弧内の数字はおおよその数値。
- 未開通区間の名称は仮称。
- 暫定2車線なのでトンネルは上下線で1本。

| 区間              | 数 | 数 | 名称             | 長さ (m) | 備考                   |
| ----------------- | -- | -- | ---------------- | -------- | ---------------------- |
| 区間              | TN | BR | 名称             | 長さ (m) | 備考                   |
| 金山北IC - 中田IC | 0  | 3  | 中田前坂橋       | 45.5     | [ 3 ]                  |
| 金山北IC - 中田IC | 0  | 3  | 高堂不動橋       | 51.0     | [ 3 ]                  |
| 金山北IC - 中田IC | 0  | 3  | 外沢こ道橋       | -        |                        |
| 中田IC - 及位IC   | 1  | 4  | 八森橋           | 25.7     | [ 3 ]                  |
| 中田IC - 及位IC   | 1  | 4  | 丸森橋           | 20.0     | [ 3 ]                  |
| 中田IC - 及位IC   | 1  | 4  | 新主寝坂トンネル | 2,944    | 銘板の表示は 2,940 (m) |
| 中田IC - 及位IC   | 1  | 4  | 水上橋           | 44.0     | [ 3 ]                  |
| 中田IC - 及位IC   | 1  | 4  | 及位楯山橋       | 21.1     | [ 3 ]                  |
| 合計              | 1  | 7  |                  |          |                        |

## 沿革
- 1996年（平成8年）度 : 事業化。
- 1999年（平成11年）度 : 用地買収に着手。
- 2000年（平成12年）12月11日 : 着工。
- 2003年（平成15年）10月29日 : 新主寝坂トンネル (2,937 m) が貫通。
- 2005年（平成17年）11月5日 : 新主寝坂トンネルを含む5.0 km区間が暫定2車線で部分開通。
- 2008年（平成20年）3月30日 : 金山北IC - 中田IC (4.9 km) が供用開始、これに伴い全線が暫定2車線で開通。